# Râul Valea Mare, Sâmbotin
Râul Valea Mare este un curs de apă, afluent al râului Sâmbotin. 

## Hărți
- Harta munții Vâlcan  Arhivat în 15 iunie 2011, la Wayback Machine.